# 재와 다이아몬드 (영화)
《재와 다이아몬드(Popiół i diament)》는 1958년 개봉한 폴란드의 드라마 영화이다. 안제이 바이다가 감독하였으며, 즈비그니에프 치불스키, 에바 크시제프스카, 바츠와프 자스트셰진스키, 아담 파블리코프스키, 보구미우 코비엘라 등이 출연하였다. 이 영화는 이전의 《세대》, 《카날》과 함께 바이다의 제2차 세계 대전 3부작 중 마지막 작품으로 여겨지며, 베네치아 국제 영화제에서 국제영화비평가연맹상을 받는 등 평단계에서 큰 성공을 거두었다.

## 줄거리
독일이 항복 선언을 한 1945년 5월 8일, 폴란드의 한 마을에서 국내군 소속이었던 마치에크(즈비그니에프 치불스키)와 안제이(아담 파블리코프스키), 드레브노프스키(보구미우 코비엘라)는 폴란드 노동자당 서기를 맡고 있는 슈추카(바츠와프 자스트셰진스키)를 암살하려고 시도한다. 그러나 그들은 슈추카 대신 마을 주민 2명을 실수로 살해한다. 그날 저녁에 마치에크와 안제이는 상부로부터 슈추카 암살 명령을 다시 통보받는다. 둘은 슈추카가 묵으려는 호텔에 잠입해 그를 살해하려고 하는데, 이 호텔은 드레브노프스키가 상관인 시장을 위한 연회를 열려는 곳이다. 연회는 그날 이뤄진 종전을 기념하는 동시에 시장이 새로 장관으로 지명됐음을 축하하려는 목적을 갖고 있다.
마치에크는 슈추카를 암살하기 위해 옆방을 구입하고 암살을 하려는 타이밍을 잰다. 그는 호텔 바에서 근무하는 크리스티나(에바 크시제프스카)에게 연정을 느끼고, 안제이와 함께 바에서 2차 대전 중 죽었던 옛 동료들을 생각하며 상심에 젖는다. 드레브노프스키는 연회 시작 전에 한 언론인과 술을 마셔 잔뜩 취한 상태가 된다. 그는 연회에서 난동을 부리다 해고를 당한다. 근무를 마친 크리스티나는 마치에크의 방에 들어온다. 관계를 나눈 둘은 밖으로 나가 마을에 있는 전쟁 폐허들을 돌아다니며 함께 시간을 보낸다.
마치에크는 안제이에게 암살을 해야 하는가에 의문을 제기하지만 안제이는 암살을 하지 않으면 명령 불복종일 뿐이라고 매정하게 말한다. 슈추카는 전쟁 중에 헤어진 아들이 지하 민병대에서 뛰다가 노동자당 상부에 검거되었다는 사실을 알게 된다. 슈추카가 아들을 보기 위해 호텔 밖으로 나가자 마치에크는 기회를 틈타 슈추카를 암살한다. 새벽에 마을을 떠나려던 마치에크는 인민군 병사들과 갑작스럽게 조우하면서 그들의 총을 맞게 된다. 들판에서 쓰러진 마치에크는 신음을 지르다가 죽는다.

## 출연
- 즈비그니에프 치불스키 — 마치에크
- 에바 크시제프스카 — 크리스티나
- 바츠와프 자스트셰진스키 — 슈추카
- 아담 파블리코프스키 — 안제이
- 보구미우 코비엘라 — 드레브노프스키